# Aristostomias grimaldii
Espèce
Aristostomias grimaldii est une espèce de poisson-dragon de la famille des Stomiidae. Il fait partie de la faune abyssale, et vit dans la zone mésopélagique. Il vit jusqu'à 800 mètres sous la surface. C'est un prédateur.

## Description
Aristostomias grimaldii mesure jusqu'à 15 cm. Sa tête et son corps sont noirs. Ses photophores sont bien visibles.

## Publication originale
- Zugmayer, E. 1913 : Diagnoses des Stomiatidés nouveaux provenant des campagnes du yacht 'Hirondelle II' (1911 et 1912). Bulletin de l'institut océanographique, Monaco, no 253, p. 1-7.